# Kalibatur
Kalibatur is een bestuurslaag in het regentschap Tulungagung van de provincie Oost-Java, Indonesië. Kalibatur telt 6772 inwoners (volkstelling 2010).